# Paepalanthus gardnerianus
Paepalanthus gardnerianus là một loài thực vật có hoa trong họ Eriocaulaceae. Loài này được Walp. mô tả khoa học đầu tiên năm 1849.